# Christian Axel-Nilsson
Christian Lukas Axel Axel-Nilsson, född 20 juni 1934 i Lund, död 18 juni 2012 i S:t Görans församling, var en svensk museiman.
Christian Axel-Nilsson var son till Göran Axel-Nilsson och Hélène Lundberg (1904–1988), samt sonson till museimannen Axel Nilsson. Han studerade arkeologi och konsthistoria vid Lunds universitet och avlade 1961 en filosofie kandidatexamen där med en uppsats om ryttarakvamanilen från Vä. Fil.lic. 1967. Därefter arbetade han på Nordiska museet i Stockholm. 1966-1976 var han intendent med ansvar för Nordiska museets verksamhet vid Julita gård.  Han disputerade 1983 på avhandlingen Type studies : the Norstedt Collection of Matrices in the Typefoundry of the Royal Printing Office.
Åren 1977–1984 var han länsantikvarie och museichef i Nyköping. Han var därefter museichef för Göteborgs historiska museum 1984–1988, museichef för Röhsska museet i Göteborg 1988–1996 samt ordförande för Nämnden för hemslöjdsfrågor 1999–2004.
Han var gift 1. med Ulla Hemberg (1933-), förlagsredaktör; 2. med Helen Dahlbäck (1948-1998), civilingenjör.
Han är gravsatt på Mariebergs kyrkogård.